# 白田貴郎
磨甎庵 劫石<ませんあん ごっせき>（本名：白田 貴郎<はくた　たかお>）、1915年7月10日 - 2009年2月11日）は、臨済宗妙心寺派系の法を嗣ぐ老師、人間禅第三世総裁。
倫理学学者。千葉大学名誉教授。聖徳短期大学名誉教授。勲二等瑞宝章受章。

## 来歴・人物
1915年7月10日、東京に生まれ、隅田小学校に学ぶ。
1932年、東京府立第七中学校4年修了後、府立高等学校文科甲類に進学。
在学中野球部に入り、練習で体調を崩して結核となり、人間の死について疑団をもち、これを決着しなければ、人生は砂　上の楼閣となると考え、経済学部への進学をやめて、東大の和辻哲郎教授につき、哲学を学ぶことを決意。
1935年、東京帝国大学文学部倫理学科に進学。
在学中、講師長屋喜一先生より両忘協会のことを教えられ、耕雲庵英山老師の講演「科学と宗教」を聴き、感動して「明徳会」に入り、禅の修行をはじめる。
1937年、耕雲庵老師に入門
1938年、東大卒業。文部省教学局に勤務し、日本精神作興の仕事に携わる。
1940年、耕雲庵老師より、劫石の道号を授与される
1944年、千葉高等園芸学校講師となる。
翌年、護法のため、耕雲庵老師の山梨県清里村への疎開に家族とともに参加。過労と栄養失調にて結核を再発し、下山療養。親戚の柴沼直東京教育大学学長のすすめにて復職する。
1949年、新制千葉大学発足とともに、文理学部助教授となる。
当時、居を市川の本部道場に移し、機関紙『人間禅』の編集をなし、宗教法人『人間禅』発足の仕事を手伝う。
1954年、磨甎庵の庵号を授与される。
1957年、千葉大学文理学部教授となる。
1958年、人間禅、師家分上の印可を得。阪神支部担当の師家に補任せられる。
1960年より房総支部の担当師家　1962年より岳南支部の担当師家を兼務
1962年、千葉大学評議員となり、理科系中心の千葉大学の人文・社会系学部の拡充と、1960年安保改定に伴う学園紛争の対策の仕事に取り組む。
1968年、千葉大学文理学部が教養部と人文学部に改組されて、人文学部教授なる。（1981年千葉大学人文学部が文学部と経済学部に更に改組）
1970年、70年安保をめぐり、東大・日大を中心に全国の大学が学園紛争の嵐に巻きこまれ、千葉大学も自衛官通入学問題で本部が学生に封鎖され、研究・教育機能停止し、学長が辞任する事態となり、その収拾に当る。
1972年、千葉大学人文学部長となる。
国立大学協会第一常置委員会の専門委員や、基準協会の学制研究会の委員となって、地方大学の研究・教育の拡充の仕事に取組む。
1977年、人間禅教団総裁第三世となる。
1981年、千葉大学を定年退職。千葉大学名誉教授となる。
両忘庵老師が将来の事業と考えられた女子教育の実際と私立の学校運営の実態を学ぶために、聖徳学園短期大学に勤務する。
1988年、聖徳短期大学名誉教授となる。
1996年、人間禅総裁の職を退き、名誉総裁となる。
叙　　勲
1988年、叙勲二等授瑞宝章

## 著書

### 単著
- 『禅の話』 池田書店　1961年（昭和36年）
- 『坐禅和讃新講』　人間禅　1973年（昭和48年）
- 『東洋的無』　東信堂　1986年（昭和61年）
- 『東洋の道』　東信堂　1987年（昭和62年）
- 『槐安国語鈔講話』　人間禅　1988年（昭和63年）
- 『続槐安国語鈔講話』　人間禅　1993年（平成 5年）
- 『続々槐安国語鈔講話』 人間禅 1995年（平成 7年）
- 『主心お婆々粉引歌講話』 人間禅 1995年（平成 7年）
- 『学道用心集講話』　人間禅 2003年（平成15年）
- 英訳『GASENSHU』人間禅 2005年（平成17年）

### 講演録
- 『管理監督への道』　1976年（昭和51年）
- 『80年代をどう生きるか』　1981年（昭和56年）
- 『人間の知恵について』 1982年（昭和57年）
- 『人身得ること難し』　1988年（昭和63年）
- 『東洋の道』 1988年（昭和63年）
- 『禅と対話する』 1999年（平成11年）